# Stracena aegrota
Stracena aegrota är en fjärilsart som beskrevs av Le Cerf 1922. Stracena aegrota ingår i släktet Stracena och familjen tofsspinnare. Inga underarter finns listade i Catalogue of Life.